# Jardín de Esculturas de la Galería Nacional de Arte
El Jardín de Esculturas de la Galería Nacional de Arte es la incorporación más reciente a la Galería Nacional de Arte en Washington, D. C. en los Estados Unidos. Está ubicado en el National Mall entre el Edificio Oeste de la Galería Nacional y el Museo Nacional de Historia Natural del Instituto Smithsoniano.
Terminado y abierto al público el 23 de mayo de 1999, el lugar ofrece un espacio al aire libre para exhibir varias piezas de la colección de esculturas contemporáneas del museo. La colección se centra en una fuente que, de diciembre a marzo, se convierte en pista de patinaje sobre hielo. Esta pista de patinaje es anterior a la construcción del jardín. El Pavilion Café al aire libre se encuentra junto al jardín. 
Laurie Olin y su firma, OLIN, fueron los arquitectos paisajistas que rediseñaron el jardín.

## Obras
- Claes Oldenburg; Coosje van Bruggen, Typewriter Eraser, Scale X, 1999
- Joan Miró, Personnage Gothique, Oiseau-Eclair, 1974-1977
- Louise Bourgeois, Spider, 1996/1997
- Tony Smith, Wandering rocks, 1967
- Magdalena Abakanowicz, Puellae, 1992
- Mark di Suvero, Aurora, 1992–93
- Scott Burton, Six-parts Seatings, 1985/1998
- Joel Shapiro, Sin título, 1989
- Ellsworth Kelly, Stele II, 1973
- Barry Flanagan, Pensador en la piedra, 1997
- Sol LeWitt, Four-Sided Pyramid, 1965
- Lucas Samaras, Chair Transformation Number 20B, 1996
- Tony Smith, Moondog, 1964
- David Smith, Cubi XI, 1963
- David Smith, Cubi XXVI, 1965
- Alexander Calder, Cheval Rouge, 1974
- Roy Lichtenstein, House I, 1996/1998
- George Rickey, Grupo de cuatro cubos, 1992
- Hector Guimard, Una entrada al metro de París, 1902/1913
- Roxy Paine, Injerto, 2008-2009
- Robert Indiana, AMOR, 1998/2006[4]